# Wahlenbergia brasiliensis
Wahlenbergia brasiliensis là loài thực vật có hoa trong họ Hoa chuông. Loài này được Cham. miêu tả khoa học đầu tiên năm 1833.